# سنگ‌نوشته خورهه
این سنگ نبشته در جنوب غربی روستای خورهه از توابع شهرستان محلات در استان مرکزی قرار دارد. مکان اصلی این سنگ نبشته در کنار رودخانه که از کنار این روستا جاری است، می‌باشد.
این اثر که عده‌ای از مورخین آن را به زمان دولت سلجوقیان مربوط می‌دانند بر روی سنگی که حدود یک تن وزن دارد حکاکی شده‌است. از طرفی این سنگ نبشته در کنار آثار مربوط به دوران سلوکیان روستای خورهه قرار گرفته‌است و این شبهه که شاید سنگ‌نوشته قدمت بیشتری نیز داشته باشد، می‌رود.